# یونگای (انکاش)
یونگای (به اسپانیایی: Yungay) یک منطقهٔ مسکونی در پرو است که در Yungay District واقع شده‌است. یونگای ۲۰٬۰۷۰ نفر جمعیت دارد و ۲٬۴۵۸ متر بالاتر از سطح دریا واقع شده‌است.